# Karl Féaux de Lacroix

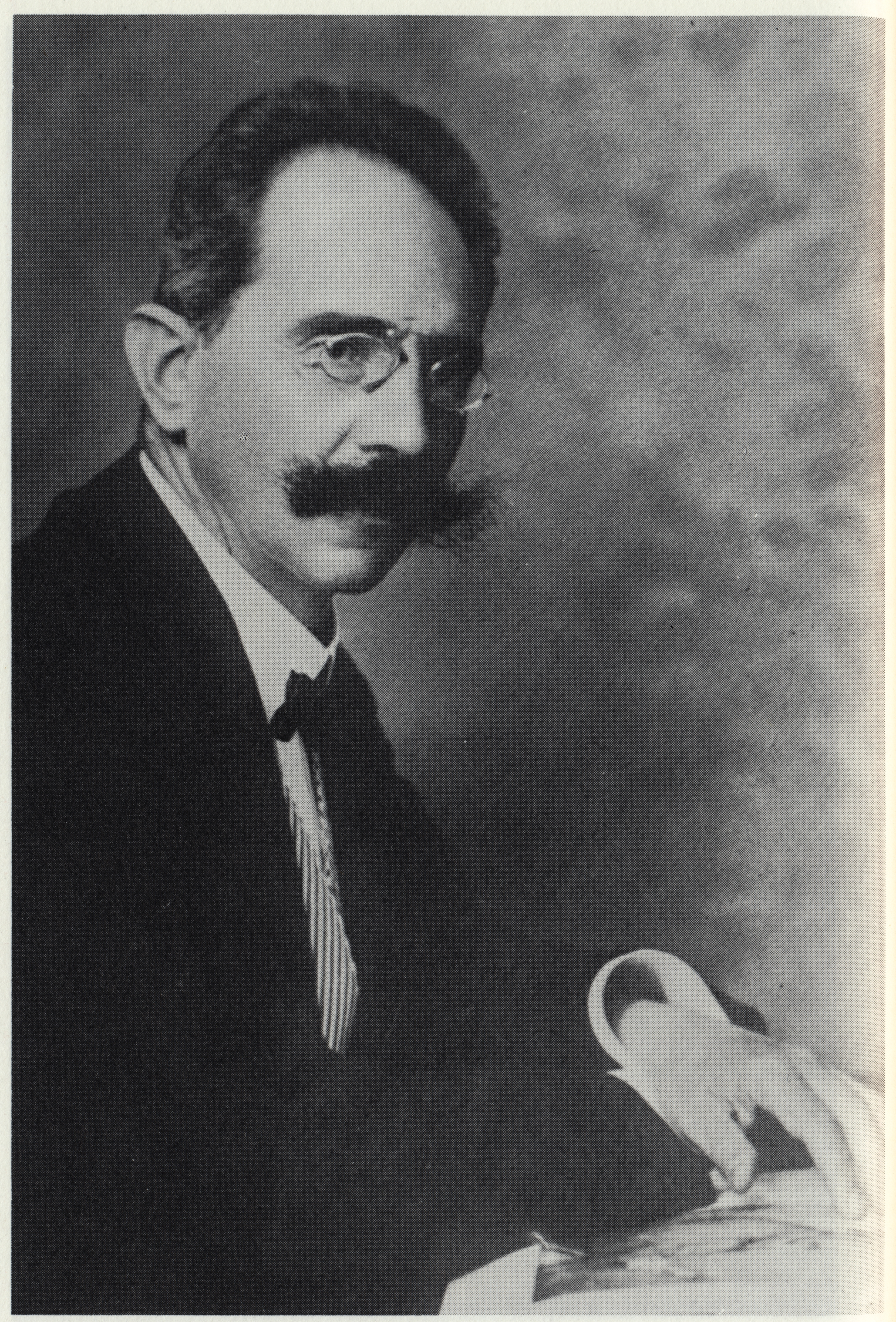
Karl Féaux de Lacroix

Karl Féaux de Lacroix (* 5. August 1860 in Paderborn; † 12. November 1927 in Arnsberg) war ein westfälischer Heimatforscher, der unter anderem die Geschichte Arnsbergs und des Sauerlandes untersucht hat.

## Leben
Sein Vater war der Gymnasiallehrer und naturwissenschaftliche Autor Bernhard Joseph Féaux. Der Sohn legte sein Abitur am Gymnasium Laurentianum in Arnsberg ab und studierte klassische Philologie. Das für die Aufnahme in den höheren Schuldienst nötige Probejahr absolvierte er in Münster. Danach arbeitete er als Erzieher im Haushalt eines Herzogs in Rom. Zurück in Deutschland arbeitete er zunächst am Realprogymnasium in Gelsenkirchen-Schalke, ehe er 1886 an das Gymnasium Laurentianum in Arnsberg wechselte. Im Jahr 1903 wurde er zum (Gymnasial-)Professor ernannt. Seit 1924 lebte er im Ruhestand.
Von Féaux de Lacroix stammen verschiedene Werke zur Lokal- und Regionalgeschichte, darunter ein jahrzehntelang neu aufgelegter Führer durch Arnsberg. Erstmals 1895 erschien seine Geschichte Arnsbergs. Seine Geschichte der hohen Jagd im Sauerland und Wittgenstein gilt als Standardwerk. Außerdem verfasste er zahlreiche kleinere Beiträge. Wegen seiner Verdienste um die Regionalgeschichte wurde er 1896 ordentliches Mitglied der Historischen Kommission für Westfalen.
Er war ferner einer der Gründer des Sauerländischen Gebirgsvereins zusammen mit Ernst Ehmsen im Jahre 1891 vor dem Hintergrund der Wanderbewegung. Über Jahrzehnte war er Redakteur der Vereinszeitschrift.
Féaux de Lacroix wurde vom preußischen König mit dem roten Adlerorden vierter Klasse geehrt. Er erhielt am 9. November 1926 das Ehrenbürgerrecht der Stadt Arnsberg.
Sein Grab befindet sich auf dem Eichholzfriedhof. Fünf Jahre nach seinem Tode wurde am 29. Oktober 1933 an seinem Hause in der Hellefelderstraße 9, in dem er lebte und starb, eine schlichte Gedenktafel aus Bronze angebracht. Die Tafel trägt die Worte: „In diesem Hause / wirkte und starb / der Ehrenbürger und Geschichtsschreiber / der Stadt Arnsberg / Prof. Karl Féaux de Lacroix / geb. 5. August 1860 in Paderborn / gest. 12. Nov. 1927 in Arnsberg. / Sauerländer Heimatbund / 1933.“ In Arnsberg ist außerdem der Féauxweg nach ihm benannt.

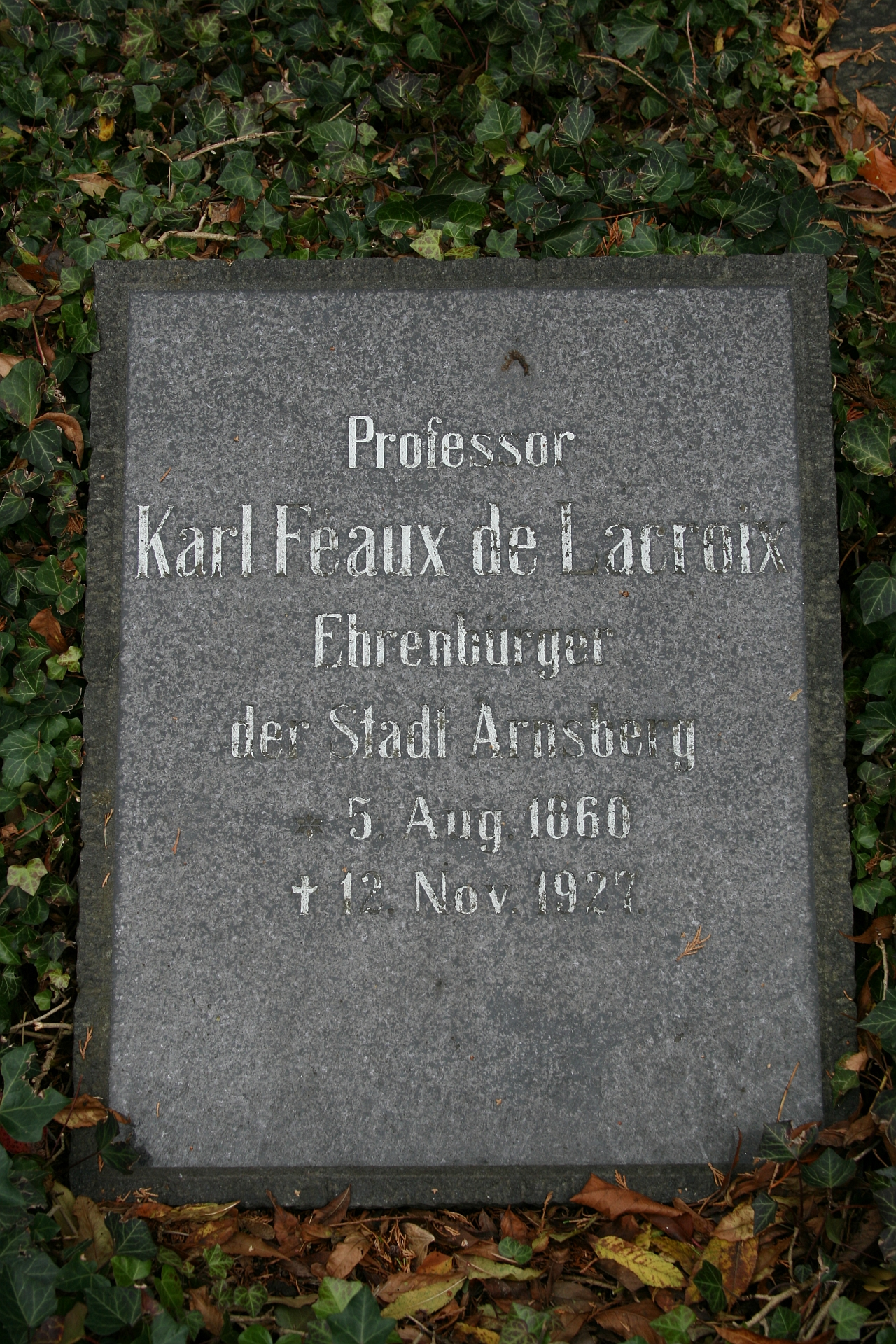
Grabstein Karl Féaux de Lacroix Eichholzfriedhof Arnsberg
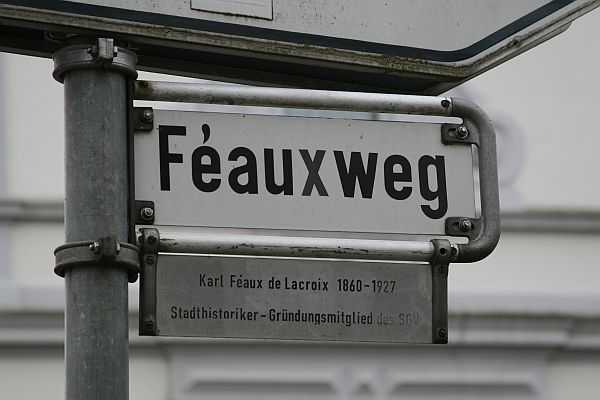
Féauxweg in Arnsberg
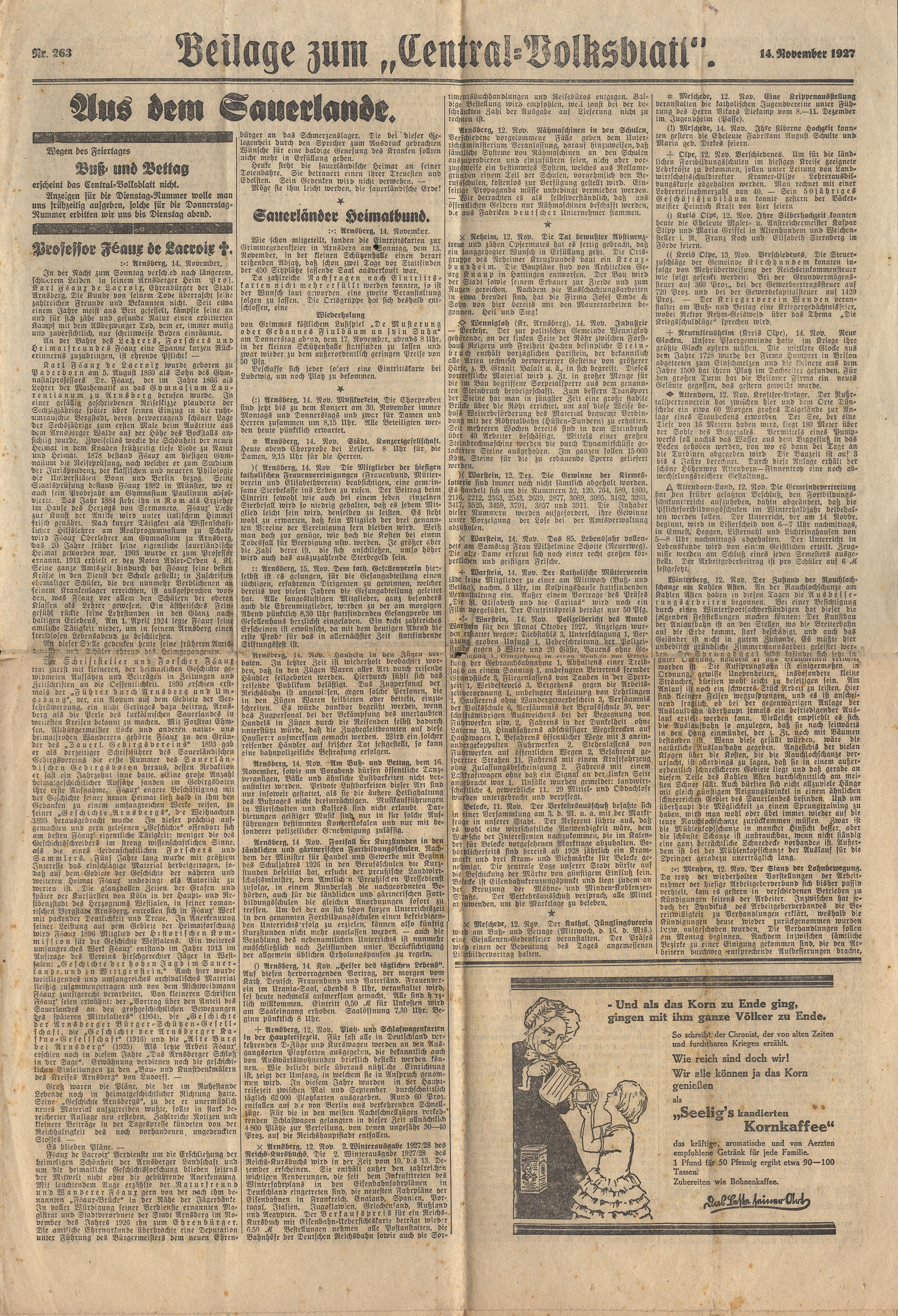
Nachruf im Central-Volksblatt
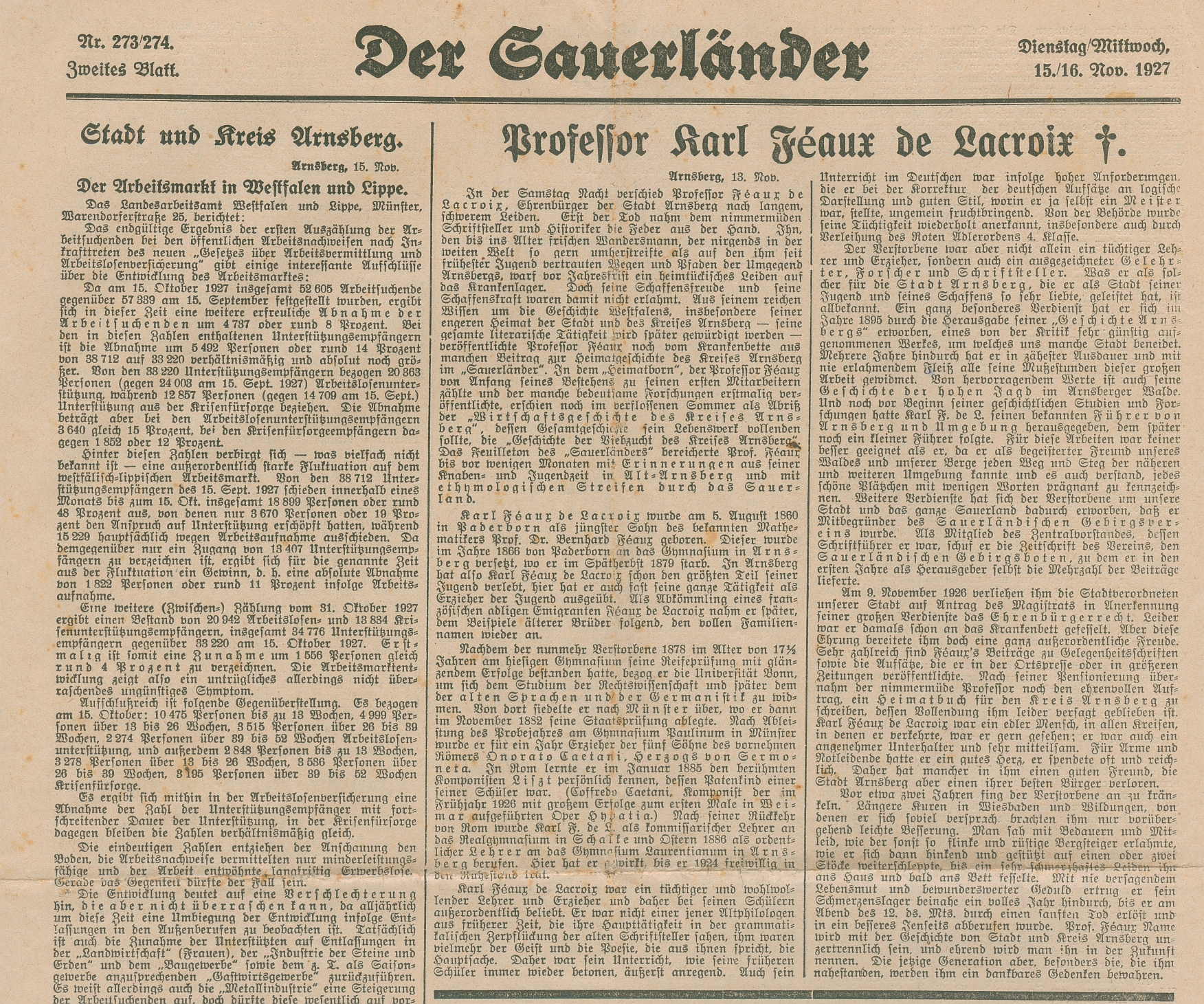
Nachruf im Sauerländer

## Werke
- Arnsberg: Ein Führer durch Stadt und Umgebung. Mit einer Stadtansicht und einer Karte. (PDF) Stein, Arnsberg 1890
- Uralte Zeremonie des sogenannten Grafenbegängnisses in Arnsberg. Arnsberg 1893
- Die Gründung des Arnsberger Gymnasiums. Arnsberg 1893
- Geschichte Arnsbergs. Arnsberg 1895
- Zur Feier der Einweihung des Ehmsendenkmals (PDF) Arnsberg 1897
- Über den Anteil des Sauerlandes an den großgeschichtlichen Bewegungen des späteren Mittelalters. (PDF) Vortrag, 1904
- Die Heidenfahrt des Grafen Wilhelm von Arnsberg und die Gründung der Stadt Arensburg auf Ösel. (PDF) Becker, Arnsberg 1904
- Geschichtliche Einleitungen. In: A. Ludorff: Die Bau- und Kunstdenkmäler des Kreises Arnsberg. Münster 1906
- Arnsberg, die Perle des Sauerlandes. (PDF) 4. Bearbeitung. Stein, Arnsberg 1911
- Geschichte der hohen Jagd im Sauerlande (Herzogtum Westfalen, Fürstentümer Wittgenstein). (DjVu) Crüwell, Dortmund 1913
- Die Arnsberger Kasinogesellschaft 1818–1918. Stein, Arnsberg 1918
- Die Arnsberger Bürger-Schützen-Gesellschaft im Wandel der Zeiten. Zweite Bearbeitung. Ludewig, Arnsberg 1924
- Die Alte Burg bei Arnsberg: Geschichtliche Erinnerungen. (PDF) Schöningh, Paderborn 1925 (Vortrag)
- Kindheitserinnerungen an F. W. Grimme. In: Grimme-Gedenkheft. 1927
- Schloß Arnsberg in der Sage. Schöningh, Paderborn, 1927
- Karl Feaux de Lacroix – Deutsche Weisen (PDF)
- Karl Feaux de Lacroix – Zwei leichtere Musikstücke (PDF) 1921